# Thermas Acqualinda
Thermas Acqualinda é um parque aquático termal temático considerado um dos maiores complexos de lazer da América do Sul, localizado na cidade de Andradina. Trata-se do maior investimento particular no Estado de São Paulo ficando na faixa de R$ 500 milhões, realizado pelo político e empresário Mário Celso Lopes. Possui uma área total de 371 mil metros quadrados. Grande parte de sua construção foi realizado pela empresa mexicana Aquakita.
As atrações do parque incluem um hotel com capacidade de 2 mil leitos, parque de dinossauros robos, atrações para família, moderadas, radicais, sendo acessível para autistas. Além de uma montanha russa aquática com 380 m de comprimento, um rio lento com mil metros, toboáguas e um vulcão de 46 metros de altura.